# Neagolius montisjuldi
Neagolius montisjuldi är en skalbaggsart som beskrevs av Riccardo Pittino 1988. Neagolius montisjuldi ingår i släktet Neagolius och familjen Aphodiidae. Inga underarter finns listade i Catalogue of Life.